# Hansen Glacier
Hansen Glacier är en glaciär i Antarktis. Den ligger i Västantarktis. Chile gör anspråk på området. Hansen Glacier ligger 882 meter över havet.
Terrängen runt Hansen Glacier är kuperad åt nordost, men åt sydväst är den bergig. Trakten är obefolkad. Det finns inga samhällen i närheten. 